# 希斯卡孔多里里山
18°2′14″S 69°2′16″W / 18.03722°S 69.03778°W

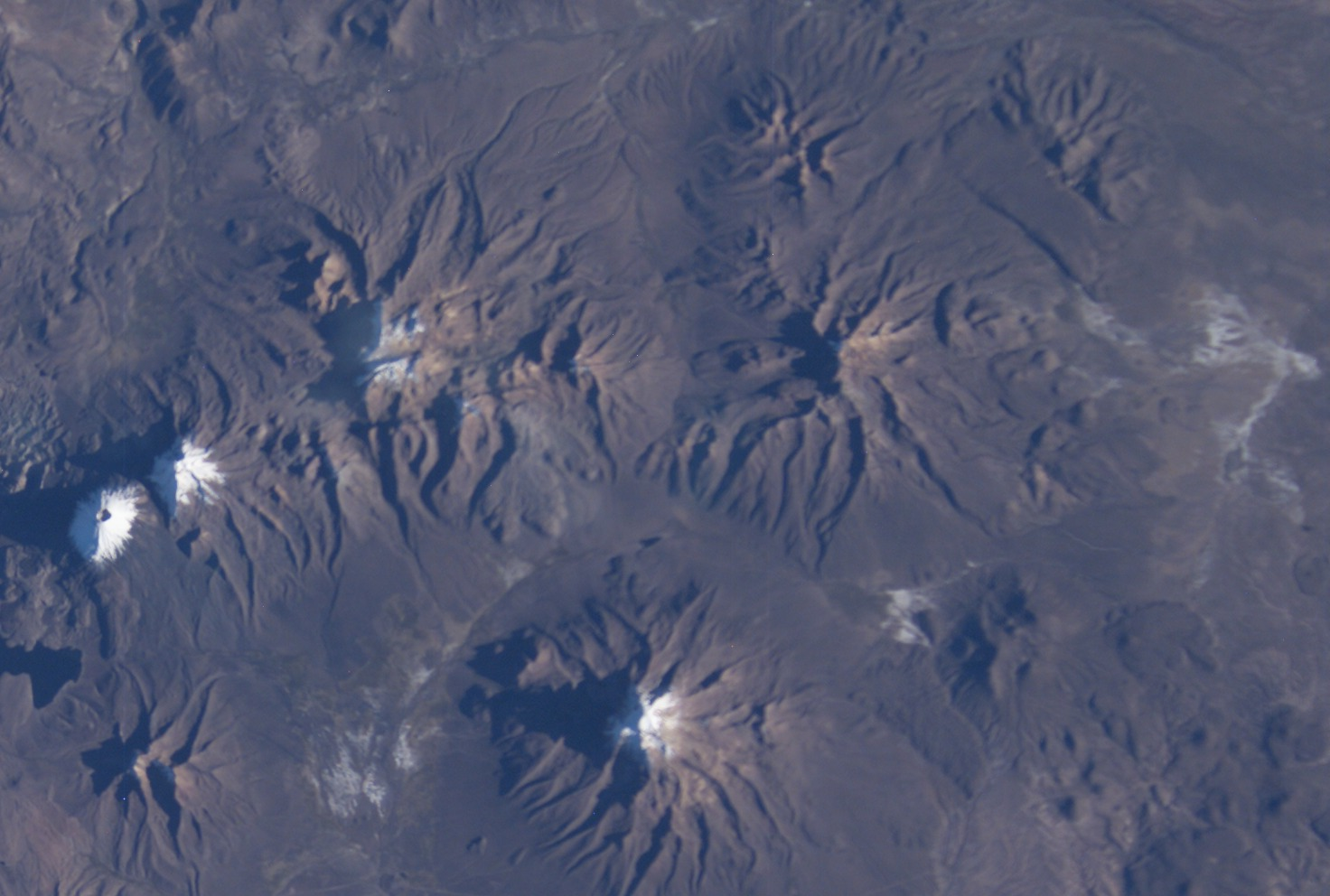

希斯卡孔多里里山（Jisk'a Kunturiri），是玻利維亞的山峰，位於該國西部奧魯羅省的薩亞馬省，處於薩哈馬火山西北面、哈查昆圖里里山和普穆塔山西南面、帕蒂利亞帕塔火山東北面和昆圖里里山以東，屬於安第斯山脈的一部分，海拔高度5,488米。